# Mariana di Girolamo
Mariana di Girolamo Arteaga (Santiago, 22 d'octubre de 1990) és una actriu xilena, que es va fer coneguda per les seves participacions en les telenovel·les de Mega Pituca sin lucas i Perdona nuestros pecados. La seva carrera d'actriu en cinema va fer un salt internacional en 2019, durant el Festival de Cinema de Venècia, sent protagonista de la pel·lícula Ema del director Pablo Larraín, on la seva actuació va obtenir crítiques molt favorables.

## Biografia
És filla dels artistes visuals Paolo Di Girolamo i Lucía Arteaga. És neboda de l'actriu Claudia Di Girolamo Quesney. És neta de l'artista visual i fundador del Teatro Ictus, Claudio Di Girolamo Carlini i de l'assistent social, Carmen Besa Quesney. És cosina dels actors Pedro i Antonio Campos Di Girolamo, de la psicòloga Raffaella Di Girolamo i de la periodista Greta Di Girolamo.
Va ingressar a la Faculta de Medicina de la Universitat de Xile, en el programa d'obstetrícia, però no li va agradar i va decidir traslladar-se a l'Escola de Teatre de la Pontifícia Universitat Catòlica de Xile, diplomant-s'hi el 2014.
El seu debut va ser en 2014 en la telenovel·la vespertina de Mega Pituca sin lucas, on va interpretar a María Belén Risopatrón, una jove honesta i directa que diu les coses tal com són i no li importa ser políticament correcta. No obstant això, acabarà enamorant-se del seu nou veí, Fidel Gallardo (Augusto Schuster), al qual coneix a causa de l'estafa multimilionària que realitza el seu pare televisiu, interpretat per Mauricio Pesutic. El 2015 va actuar al clàssic de Shakespeare La tempesta, versió de Juan Radrigán, protagonitzada per Claudia Di Girolamo.
El 2016 participa en la teleserie Pobre gallo interpretant a Andrea Fernández, filla major de l'alcaldessa, adolescent rebel i “ondera” del poble. Porta més de tres anys en una relació, la que es veurà radicalment en un problema amb l'arribada del fill d'un estressat home.
Des de 2017, és part de Perdona nuestros pecados on interpreta a María Elsa Quiroga, la filla d'Armando Quiroga (Álvaro Rudolphy), un aristocràtic empresari de Villa Ruiseñor, un home cruel que no la deixa ser qui ella desitja, així i tot María Elsa s'enamora d'un capellà amb molts secrets, el misteriós Pare Reinaldo (Mario Horton). Aquest és el seu primer personatge protagonista en una telesèrie.
En 2019 protagonitza al costat d'Amparo Noguera, José Antonio Raffo i Gabriel Cañas la sèrie dramàtica Río Oscuro de Canal 13.

## Filmografia

### Telenovel·les
| Any       | Títol                    | Personatge             |
| --------- | ------------------------ | ---------------------- |
| 2014-2015 | Pituca sin lucas         | María Belén Risopatrón |
| 2016      | Pobre gallo              | Andrea González        |
| 2017-2018 | Perdona nuestros pecados | María Elsa Quiroga     |
| 2019      | Río oscuro               | Rosario Correa         |
| 2020      | La Jauría                | Sofía Radic            |

### Pel·lícules
| Any  | Títol                    | Personatge |
| ---- | ------------------------ | ---------- |
| 2016 | Constitución             | Clara      |
| 2016 | Aquí no ha pasado nada   | María      |
| 2018 | No quiero ser tu hermano |            |
| 2019 | Ema                      | Ema        |

## Vídeos musicals
| Any  | Títol        | Artista                 | Direcció           |
| ---- | ------------ | ----------------------- | ------------------ |
| 2013 | Las Fuerzas  | Dënver                  | Mariana Montenegro |
| 2015 | Sigues en mi | Benjamin Walker         | Ignacio Walker E   |
| 2018 | Waterdrops   | MKRNI                   | Pascual Mena       |
| 2020 | Piola        | Bronko Yotte x Gianluca | Felipe Prado       |

## Premios i nominacions
| Any  | Premi                              | Categoria                                | Projecte                 | Resultat  |
| ---- | ---------------------------------- | ---------------------------------------- | ------------------------ | --------- |
| 2017 | Copihue d'Or                       | Millor actriu popular                    | Perdona nuestros pecados | Guanyador |
| 2018 | Premi Caleuche                     | Millor actriu protagonista en telesèries | Perdona nuestros pecados | Nominat   |
| 2018 | Copihue d'Or                       | Millor actriu popular                    | Perdona nuestros pecados | Nominada  |
| 2019 | Copihue d'Or                       | Millor actriu popular                    | Río Oscuro               | Nominat   |
| 2021 | Premi Sant Jordi de Cinematografia | Premi a la millor actriu estrangera      | Ema                      | Guanyador |